# عبد العزيز بن عبد الله بن حسن آل الشيخ

عبد العزيز بن عبد الله بن حسن آل الشيخ في مكتبه

عبد العزيز بن عبد الله بن حسن آل الشيخ في شبابه

 عبد العزيز بن عبد الله بن حسن آل الشيخ (1336 - 1410 هــ) هو عالم دين إسلامي عمل بمجالي القضاء والتعليم، يُعَد من مؤسسي التعليم الحديث في المملكة العربية السعودية. وهو الخطيب الرابع من خطباء عرفة في العهد السعودي.

## نسبه وولادته
الشيخ عبد العزيز من أسرة آل الشيخ وهم من آل مُشَرَّف عشيرة من المَعاضِيد من فخِذ آل زاخِر الذين هم بطن من الوُهَبة من بني حَنظَلة من قبيلة بنى تميم.
ولد في مدينة الرياض عام 1336هــ، ونشأ بها.

## تعليمه
- حفظ القرآن الكريم، وتعلم القراءة والكتابة في سن مبكرة من عمره بمدرسة عبد الرحمن بن مفيريج.
- التحق بالمعهد العلمي السعودي في مكة المكرمة،.
- حرص على تلقي العلم على أيادي العلماء الذين وفدوا إلى مكة بغرض الحج.
- واصل دراسته على يد والده الشيخ عبدالله بن حسن آل الشيخ.
- واصل دراسته على يد الشيخ محمد بن إبراهيم آل الشيخ.
- رحل إلى مصر لطلب العلم حيث التحق في جامعة الأزهر، وتخرج منها.

## شيوخه
- والده الشيخ عبدالله بن حسن آل الشيخ.
- الشيخ محمد بن إبراهيم آل الشيخ.

## مناصبه
- - عُين إماماً وخطيباً في المسجد الحرام بمكة المكرمة في عام 1371هـ.[2]
- - في نفس العام صدر مرسوم ملكي بتعينه عضواً في رئاسة القضاء.
- - عُين نائباً أولاً لرئيس القضاة في عام 1372هــ.
- - شغل منصب وكيل لوزارة المعارف في عام 1373هــ.
- - شغل منصب وزير المعارف في عام 1381هــ.
- - كان إماماً وخطيباً في مسجد نمرة بعرفات.
- - عُين رئيساً لهيئة الأمر بالمعروف والنهي عن المنكر في عام 1396هــ.

## مؤلفاته
- لمحات حول القضاء في المملكة العربية السعودية.[3]

- لمحات عن التعليم وبداياته في المملكة العربية السعودية (كتاب من أحاديث المنبر (خطب المسجد الحرام).[4]

## أسرته
- والدته: سارة بنت زيد الراشد.
- زوجته: الجوهرة بنت عبد العزيز بن عبد الله بن سرحان.
- أبناؤه: له ستة أبناء، وابنتان، هم:

1. الدكتور عبد الرحمن آل الشيخ: كان وزيراً للزراعة والمياه حتى عام 1415هـ.
2. الدكتور محمد آل الشيخ: كان وزيراً للشؤون البلدية، ثم وزير دولة حتى عام 1420هــ.
3. أحمد آل الشيخ: شغل منصب الأمين العام المساعد للمجلس الأعلى للجامعات، وتوفي عام 1420هـ.
4. الدكتور عمر آل الشيخ: استشاري أمراض الجلدية والحساسية. عمل في كلية الطب بجامعة الملك سعود منذ العام 1405هــ، وعمل رئيساً لمجلس إدارة الجمعية السعودية لأمراض الجلد وجراحة الجلد من عام 1995وحتى 2009 وأميناً عاماً لرابطة أطباء الجلد العرب في الفترة 1429هـ – 1434هــ.
5. عبد المحسن آل الشيخ عمل في القطاع الخاص وذلك بانضمامه إلى الشركة السعودية للأسماك حتى تقاعده.
6. الدكتور عبد الله آل الشيخ: يعمل نائباً لمحافظ المؤسسة العامة لتحلية المياه المالحة للتخطيط والتطوير.
7. منيرة آل الشيخ.
8. هند آل الشيخ.

## وفاته
توفي عبد العزيز بن عبد الله بن حسن آل الشيخ في مدينة الرياض، يوم الخميس 28 من جُمادى الآخرة 1410هـ الموافق 25 يناير (كانون الثاني) 1990م.